# 広島合同貯蓄銀行

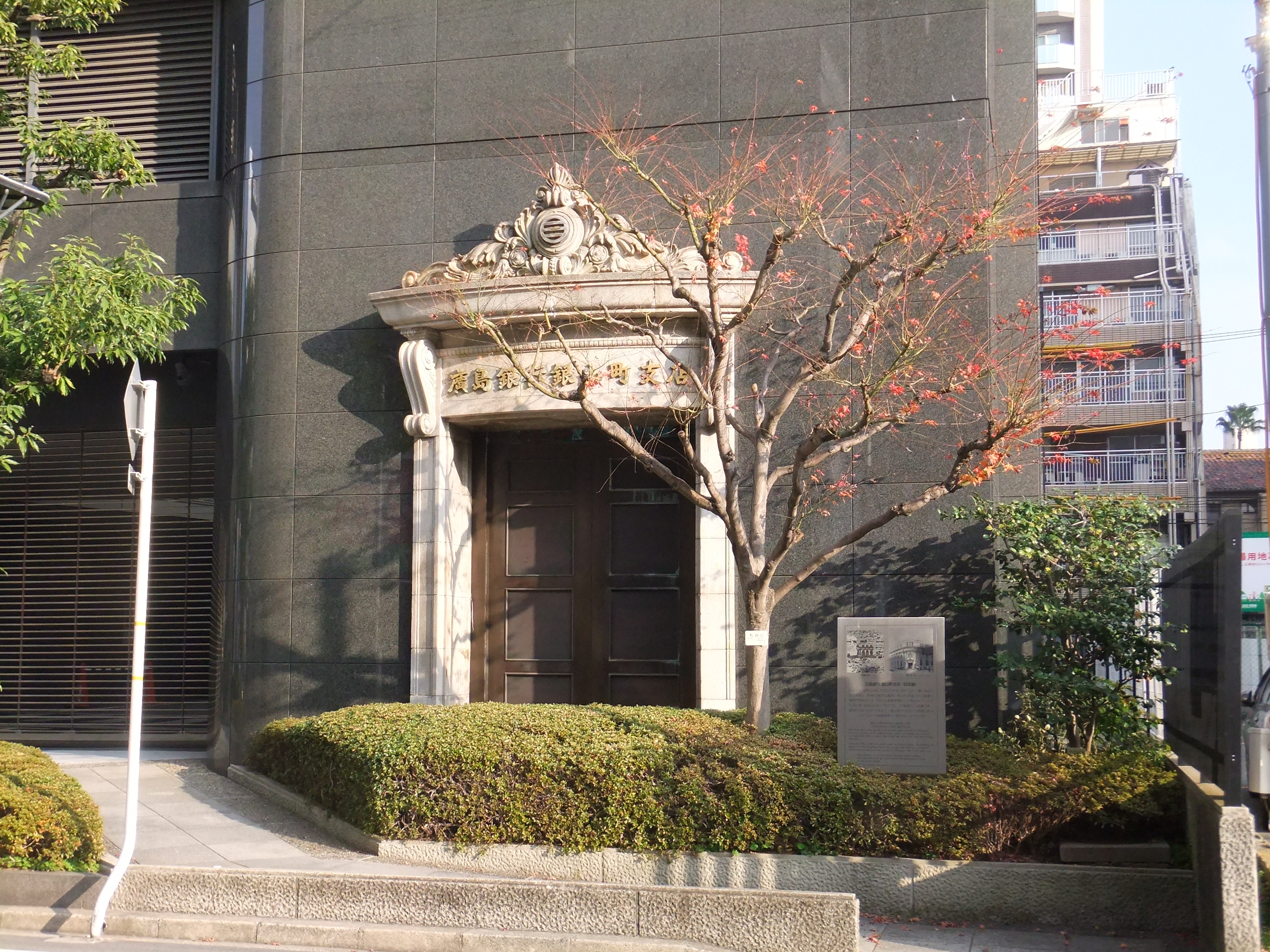
旧・広島合同貯蓄銀行本店正面玄関跡のモニュメント / 旧建物から切り取られたものを跡地に建つ「ひろしまハイビル21」の南西角に移設したもので、唯一の遺構である。

株式会社広島合同貯蓄銀行（ひろしまごうどうちょちくぎんこう）は、1921年（大正10年）12月、広島市に設立された貯蓄銀行であり、広島銀行の前身行の一つである。

## 沿革

### 設立の背景
貯蓄銀行とは、大規模銀行に代わって小口貯金の吸収と運用を担う小規模な銀行であり、1890年（明治23年）に貯蓄銀行条例が公布されると、広島県下では1895年設立の広島貯蓄銀行・尾道貯蓄銀行を筆頭に1900年までに合計18行が設立された。しかしこれらの銀行は次第に業務を拡大して普通銀行と同様の銀行になり、あるいは大正期の不況によって中小の貯蓄銀行の経営基盤の弱さが露呈した。このため1921年（大正10年）の貯蓄銀行法制定によって貯蓄銀行の免許基準が厳格化され、貯蓄銀行と普通銀行の兼業が難しくなると多くの貯蓄銀行は普通銀行に転換するか貯金業務に専念するかの選択を迫られることとなった。この結果、県下の貯蓄銀行7行および貯蓄銀行業務を兼営する普通銀行6行はすべて普通銀行に転換し、県下では貯蓄銀行業務を行う銀行が消滅することになった。

### 設立と営業の拡大
県下から貯蓄銀行が消滅する事態に直面すると、広島県は貯蓄奨励の観点から県内銀行の合同出資による新たな貯蓄銀行の設立を呼びかけ、これに応じて1921年10月には県下の有力財界人21名が県庁で会同して新銀行の設立を協議した。そして同年12月には設立発起人会が開催されて沢原銀行頭取であった沢原俊雄が頭取に選ばれ、広島合同貯蓄銀行が設立されることになった。設立時の資本金は1,000,000円、払込金は500,000円であり、翌1922年1月に銀山町13番地に本店をおき開業した。しかし設立から開業に至る期間がきわめて短かったために準備が十分に整わず、開業時の営業は本店のみで行い、県下14行の104店を代理店として委託し、さらに役員も芸備銀行・沢原銀行からの応援を得た。
その後当行は1924年（大正13年）には呉・福山・尾道の3支店を設置するなど店舗を整備し、本店も上流川町への移転を経て、業務拡大にともなって1937年（昭和12年）10月、下柳町に新築移転した。この間、1927年4月の金融恐慌に際しては本店および代理店が取り付けに見まわれたが、沢原頭取らの広告によって預金者を安心させ危機を脱することができた。これにより当行は昭和期に入って急速に業績を伸ばすに至った。

### （新）藝備銀行設立に参加
戦時期の「一県一行」政策にともない、当行は呉銀行・（旧）芸備銀行・備南銀行・三次銀行との合併をすすめ、第二次世界大戦末期の1945年5月1日、新立の（新）芸備銀行が発足して解散となり、下柳町の本店は芸備銀行下柳町支店となった。当行の解散により、広島県下に本店をおく貯蓄銀行は消滅した。芸備銀行は戦後の1950年に広島銀行に改称し、現在に至っている。

### 年表
- 1921年（大正10年）
  - 10月：県庁での財界人会合により新貯蓄銀行設立について協議。
  - 12月：設立発起人会。頭取には沢原俊雄が就任。
  - 12月24日：広島合同貯蓄銀行の営業認可（設立）。
- 1922年（大正10年）1月6日：銀山町に本店をおき開業。
- 1924年（大正13年）
  - 3月：呉支店を設置。
  - 5月：福山支店を設置。
  - 7月：尾道支店を設置。
- 1927年（昭和2年）4月：金融恐慌に際し本店・代理店が取り付けに見まわれる。
- 1937年（昭和12年）10月：下柳町に本店を新築し移転。
- 1945年（昭和20年）
  - 4月25日：当行および呉銀行・（旧）芸備銀行・備南銀行・三次銀行の5行合併による（新）芸備銀行の新立合併認可。
  - 5月1日：（新）芸備銀行の新立合併・開業にともない解散。下柳町の旧本店は同行の下柳支店となる。
  - 6月：支店の統合により下柳支店が廃止。同店舗は広島東警察署庁舎として貸与される。
  - 8月6日：原爆被災により東警察署が大きな被害を受ける。
- 1950年（昭和25年）
  - この年、県警から庁舎が返還され、広島銀行銀山町支店として営業再開。
- 1988年（昭和63年）
  - 9月：立て替えのため銀山町支店が解体される。

## 歴代頭取
- 初代：沢原俊雄（1921年（大正10年）12月 - 1937年（昭和12年）12月）
- 2代：日野易造（1937年（昭和12年）12月 - ）

## 店舗
開業時には銀山町の本店のみで営業が行われたが、のち呉・福山・尾道の3支店を設置した。

### 本店

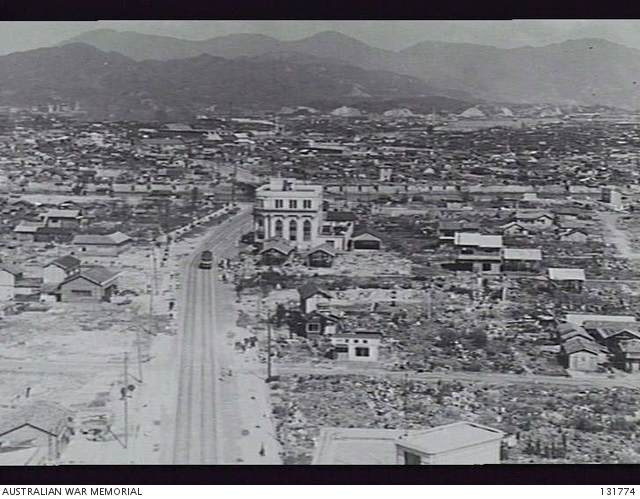
1946年相生通りを東方向へ望む。白色の建物が当時県警東署で旧広島合同貯蓄銀行本店である。

1922年開業当時の本店は銀山町13番地（現・中区）に設置され、その後上流川町への一時移転を経て1937年には下柳町（現・中区銀山町）の新店舗に移転した。鉄筋コンクリート造3階（地下1階）の3代目本店は地元建築家の豊田勉之（1891～1950）の設計、藤田組の施行によるもので、コリント式の柱が目立つ古代ギリシャ風の建造物であった。
1945年の（新）藝備銀行の設立に際してこの本店は芸備銀行下柳支店となり、さらに同年7月には支店の統合により広島県警察部に貸し出され東警察署となっていた。同年8月6日の原爆投下では、爆心地から1.21㎞の距離にあって外郭が一部破損したものの署員の消火作業によって内部の全焼を免れ、多数の被爆者の救護所になるとともに翌8月7日以降はしばらくの間、臨時の県庁として使用された。戦後しばらく東警察署として使われたこの支店は、1950年には広島銀行に返還されて銀山町支店となり、その後も長きにわたって使用されたが、1988年9月に立て替えのため解体された。現在は新築された店舗が入居する「ひろしまハイビル21」の南西角に、旧建物から切り取られたかつての正面玄関がモニュメントとして取り付けられている。

### 支店
- 呉支店
- 福山支店
- 尾道支店